# Road Trips Volume 2 Number 4
Road Trips Volume 2 Number 4 je koncertní dvojalbum skupiny Grateful Dead. Jedná se o osmou část série Road Trips. Album vyšlo 25. srpna 2009 u Grateful Dead Records. Album skupina nahrála při dvou koncertech v květnu 1993 v Sacramentu, Kalifornie.

## Seznam skladeb
| Disk 1 | Disk 1              | Disk 1              | Disk 1 |
| Pořadí | Název               | Autor               | Délka  |
| ------ | ------------------- | ------------------- | ------ |
| 1.     | Samson and Delilah  | trad., arr. by Weir | 8:12   |
| 2.     | Here Comes Sunshine | Garcia, Hunter      | 6:27   |
| 3.     | Walkin' Blues       | trad., arr. by Weir | 6:52   |
| 4.     | Deal                | Garcia, Hunter      | 9:52   |
| 5.     | Box of Rain         | Lesh, Hunter        | 5:25   |
| 6.     | Victim or the Crime | Weir, Graham        | 8:32   |
| 7.     | Crazy Fingers       | Garcia, Hunter      | 9:31   |
| 8.     | Playing in the Band | Hart, Weir, Hunter  | 18:59  |
| 9.     | Rhythm Devils       | Hart, Kreutzmann    | 5:17   |

| Disk 2         | Disk 2                      | Disk 2             | Disk 2 |
| Pořadí         | Název                       | Autor              | Délka  |
| -------------- | --------------------------- | ------------------ | ------ |
| 1.             | Corrina                     | Hart, Weir, Hunter | 8:44   |
| 2.             | Playing in the Band         | Hart, Weir, Hunter | 3:36   |
| 3.             | China Doll                  | Garcia, Hunter     | 6:17   |
| 4.             | Around and Around           | Berry              | 7:34   |
| 5.             | Liberty                     | Garcia, Hunter     | 6:30   |
| 6.             | Shakedown Street            | Garcia, Hunter     | 14:20  |
| 7.             | The Same Thing              | Dixon              | 8:39   |
| 8.             | Dire Wolf                   | Garcia, Hunter     | 3:23   |
| 9.             | High Time                   | Garcia, Hunter     | 8:20   |
| 10.            | When I Paint My Masterpiece | Dylan              | 5:28   |
| Celková délka: | Celková délka:              | Celková délka:     | 152:06 |

## Sestava
- Jerry Garcia – sólová kytara, zpěv
- Bob Weir – rytmická kytara, zpěv
- Phil Lesh – basová kytara, zpěv
- Vince Welnick – klávesy, zpěv
- Mickey Hart – bicí
- Bill Kreutzmann – bicí